# Arena del ghiaccio di Gangneung
L'arena del ghiaccio di Gangneung (강릉 아이스 아레나?) è un impianto sportivo indoor costruito all'interno del parco Olimpico di Gangneung, in occasione dei Giochi Olimpici invernali del 2018.

## Storia
I lavori di costruzione dell'impianto, dal costo stimato di 133,9 milioni di won sudcoreani, hanno avuto inizio il 17 luglio 2014 e si sono conclusi il 14 dicembre 2016, in tempo per ospitare una delle gare della Coppa del Mondo di short track del 2017. L'impianto ha poi ospitato i Campionati dei Quattro continenti di pattinaggio di figura 2017.

## Caratteristiche
L'impianto può ospitare fino a 12 000 persone ed è dotato di due piste di ghiaccio 60x30 metri, una per le gare e una per gli allenamenti. Ha una superficie totale di  32 184 m² distribuiti tra quattro piani in superficie e due sotterranei.